# CALCOCO2
CALCOCO2（“钙结合和卷曲螺旋区蛋白2”，也称为NDP52）是人类基因 CALCOCO2 编码的蛋白质，为一种自噬受体。